# Personaggi di Soul Eater

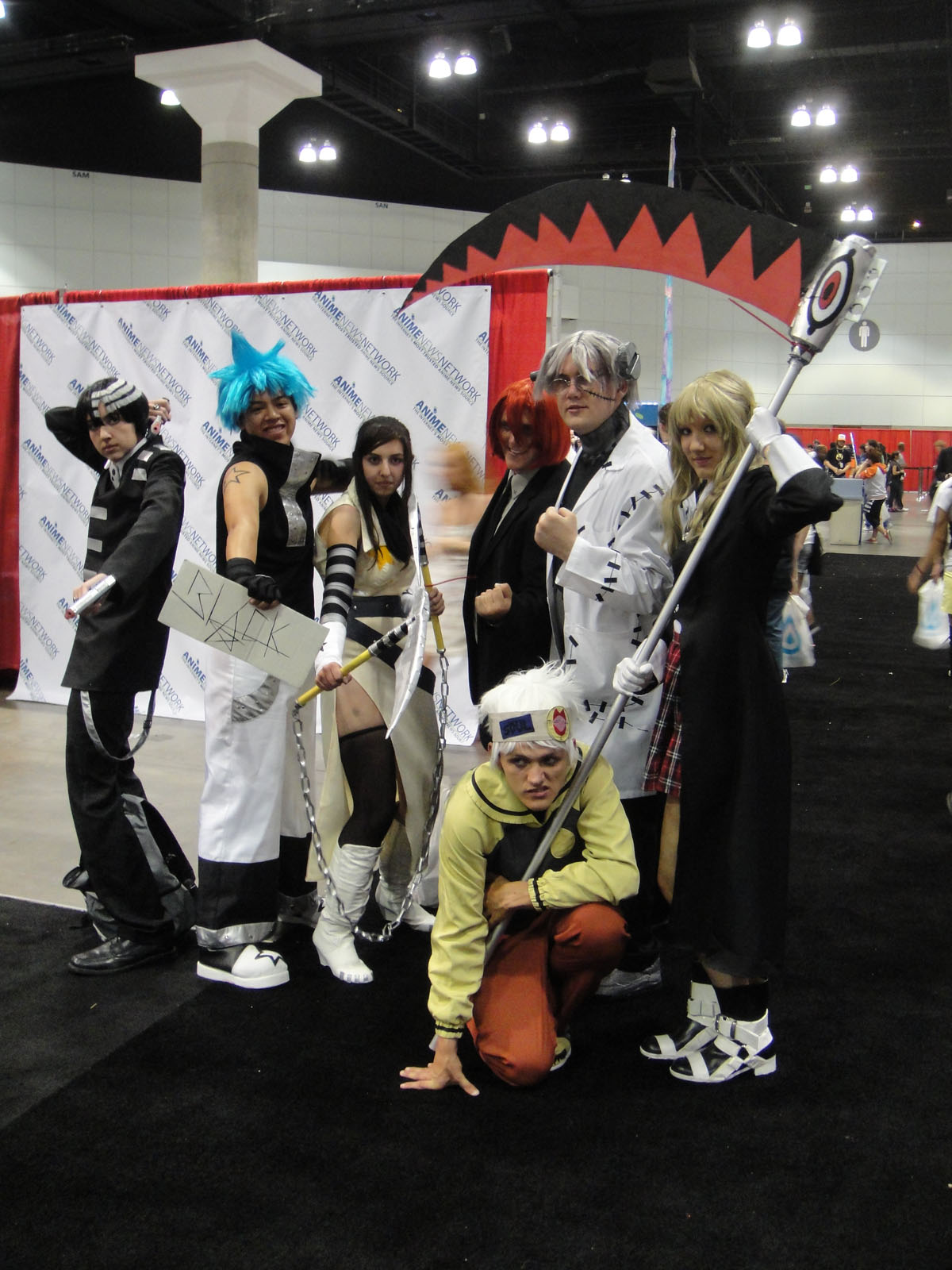
Un gruppo di cosplayers che rappresentano alcuni dei personaggi principali di Soul Eater all'Anime Expo 2011

Questa è la lista dei personaggi del manga e anime Soul Eater.

## Principali

### Maka Albarn
Maka Albarn (マカ＝アルバーン?, Maka Arubān) è la protagonista della serie. È la Maestra della Falce, meticolosa e seria, è la figlia dell'attuale Death scythe (Falce della Morte) di Shinigami, anche se non lo riconosce affatto come padre, poiché si sta separando dalla madre per via dei suoi ripetuti tradimenti. Questo è uno dei motivi per cui vuole far diventare Soul la futura Death Scythe, in modo da "declassare" il padre. Ha sempre considerato i maschi come dei "mostri" di cui non ci si può fidare, finché non ha conosciuto Soul, con cui forma una squadra molto affiatata, anche se certe volte non si trattiene a colpirlo con il suo "Maka-chop" quando compie qualcosa di stupido; malgrado tutto, dimostra in battaglia le sue preoccupazioni per Soul, che cerca di non danneggiarlo durante i combattimenti. Ha la capacità di vedere l'anima delle persone e la "compatibilità" delle anime dei maestri d'armi con le loro armi.

### Soul Eater Evans
Soul Eater Evans (ソウル＝イーター・エヴァンス?, Souru Ītā Evansu) è un'arma di tipo Falce ed è il partner di Maka. Ribelle e cinico, è un ragazzo che cerca sempre di essere "fico" e detesta ciò che gli fa ottenere il contrario. È estremamente determinato nel voler diventare la Death scythe (Falce della Morte) del Sommo Shinigami, tuttavia poiché ha mangiato l'anima di una gatta invece che di una strega nel primo episodio, è costretto a ricominciare da capo. Tende a litigare spesso con la sua partner anche per cose insignificanti ma nonostante ciò  lui e Maka formano una coppia molto affiatata. Ha dimostrato più volte di essere disposto a morire pur di salvare la propria compagna. Come membro di una rinomata famiglia di musicisti, Soul è un pianista di talento. Non gli piace essere paragonato al fratello maggiore Wes, un famoso violinista, ed è riluttante a suonare per altre persone. Soul riesce a diventare Falce della Morte dopo aver sconfitto la strega Arachne e aver mangiato la sua anima.

### Black☆Star

Black☆Star assieme alla sua falce (la forma umana di Tsubaki si vede sopra) sulla copertina del secondo box DVD italiano pubblicato da Dynit

Black☆Star (ブラック☆スター?, Burakku☆Sutā) è il maestro della Lama Oscura. Unico superstite del clan della Stella, è il personaggio con più sicurezza in sé stesso e trasforma ogni missione in un piccolo Show volto ad attirare l'attenzione su di sé. Spaccone, è completamente convinto di essere il migliore in assoluto e di poter sorpassare anche un dio, infatti non riesce a sopportare quando qualcun altro attira l'attenzione più di lui. Molti, osservandolo, notano che sia stata una fortuna che Black Star abbia trovato un'Arma che fosse in sintonia con il suo carattere. A dispetto di ciò che si potrebbe dire di lui, Black Star si mette a studiare in vista di un esame, ma non vuole che nessuno lo sappia. È doppiato in giapponese da Yumiko Kobayashi e in italiano da Monica Bertolotti.

### Tsubaki Nakatsukasa
Tsubaki Nakatsukasa (中務・椿?, Nakatsukasa Tsubaki) è un'arma che appartiene al clan dei Nakatsukasa, il cui discendente era un'arma demoniaca creata da Shaula Gorgon, sorella minore di Arachne e Medusa. Il suo nome significa "fiore di camelia", fiore nel quale la ragazza si rispecchia molto. Ha un carattere accomodante e cooperativo ed è l'unica a riuscire a seguire nelle sue imprese Black☆Star, che di per sé non conosce limiti nell'eccesso. Reciprocamente, quando si abbatte quando una missione per rimediare uova di Kishin fallisce, Black☆Star riesce sempre a tirarla su di morale con la sua sicurezza. 
È un'arma di tipo Arma ninja mutaforma (o Lama oscura), in grado di cambiare tipo di arma a seconda delle necessità del suo Maestro d'Armi. Generalmente si trasforma in una coppia di falcetti legata da una catena (kusarigama), ma altre volte si trasforma in uno Shuriken o in una bomba fumogena. Dopo la sconfitta del fratello Masamune, acquisisce l'abilità di trasformarsi nella "Lama incantata" (妖刀?, Yōtō), un tipo di katana nera corrotta dall'anima oscura del fratello. È doppiata in giapponese da Kaori Nazuka e in italiano Chiara Gioncardi.

### Death the Kid
Death the Kid (デス・ザ・キッド?, Desu Za Kiddo) è il figlio di Shinigami. È un allievo molto dotato e si rivela essere sempre chic. Adora la simmetria: per lui tutto deve essere perfetto, ama le cose simili ed ordinate. Il suo temperamento è ovviamente paranoico, perfezionista, nevrotico e ossessionato dalle cose perfette: e, se vede qualcosa di opposto al suo ideale di bellezza è solito distruggere tutto, preso dall'ira, oppure piombare in uno stato di abietta depressione. Le sue sfuriate terminano con una critica a sé stesso, per poi essere consolato da Liz o Patty. La sua mania si presenta anche quando sono nel bel mezzo di una missione: a quel punto Kid si convince di aver dimenticato di controllare se tutto fosse simmetrico prima di uscire di casa, e va a ricontrollare subito.

### Sorelle Thompson
Elizabeth "Liz" Thompson (リズ（エリザベス）・トンプソン?, Rizu (Erizabesu) Tonpuson) e Patricia "Patty" Thompson (パティー（パトリシア）・トンプソン?, Patī (Patorishia) Tonpuson) sono armi di tipo Pistola, compagne di Death the Kid. Nonostante siano gemelle, la loro "simmetria" si ferma al loro aspetto quando sono armi da fuoco. Liz è alta, ha i capelli lunghi e biondo scuro, lo sguardo da dura e il seno più piccolo di quello di Patty. È piuttosto fifona, e per questo anche la più assennata. Di solito è lei che consola Kid quando si demoralizza. Patty invece è bassa, ha i capelli corti e biondo chiaro, due grandi occhi azzurri molto luminosi e un seno più grande di quello della sorella. Si comporta spesso come una stupida e non sembra avere paura di nulla. Quando Death the Kid si demoralizza scoppia sempre a ridere. Sono doppiate in giapponese da Akeno Watanabe (Liz) e Narumi Takahira (Patty), mentre in italiano sono doppiate rispettivamente da Marzia Dal Fabbro (Liz) e Joyce Leoni (Patty).

### Tsugumi Harudori
Tsugumi Harudori (春鳥つぐみ?, Harudori Tsugumi) è la protagonista della serie prequel/spin-off Soul Eater Not!. È una ragazza di 14 anni che vive in Giappone ma dopo aver scoperto di potersi trasformare in un'arma si trasferisce alla Shibusen per imparare a controllare tale potere. È una ragazza dolce, timida, gentile, sensibile, fantasiosa, insicura e molto romantica. Quando è stupita di qualcosa ha l'abitudine di dire la parola "Gagantos". All'inizio è molto turbata nel doversi trasferire e desidera tornare a casa ma dopo aver incontrato Maka Albarn e averla incoraggiata è pronta e decisa ad affrontare le peripezie dalla Shibusen. Fa amicizia con Meme Tatane e Anya Hepburn, entrambe maestre d'armi. Non sapendo con chi fare coppia Tsugumi sceglie entrambe e si alterna con loro due. È doppiata in giapponese da Haruka Chisuga.

### Meme Tatane
Meme Tatane (多々音めめ?, Tatane Meme) è una delle protagoniste della serie prequel/spin-off Soul Eater Not!. È una ragazza di 14 anni nonché maestra d'armi. È una ragazza gentile che però soffre di perdite di memoria che a volte le causano piccole dimenticanze, anche come si chiama. La sua grande particolarità e che avendo solamente 14 anni possiede un seno molto formosa cosa che causa gelosia nei confronti di Tsugumi essendo ancora piatta. Incontra Tsugumi Harudori e Anya Hepburn dove fa amicizia condividendo con loro la stanza. Si alterna con Anya l'utilizzo di Tsugumi come arma. È doppiata in giapponese da Aoi Yūki.

### Anya Hepburn
Anya Hepburn (アーニャヘプバーン?, Ānya Hepubān) è una delle protagoniste della serie prequel/spin-off Soul Eater Not!. È una ragazza di 14 anni nonché maestra d'armi. Proviene da una famiglia molto ricca e fin da piccola è stata educata alle buone maniere, tuttavia non sa come comportarsi con gli altri e trova strano vedendo come si comportano le persone normali e da come si vestono, tuttavia non si lascia scoraggiare. A differenza di Tsugumi e Meme ella è stata addestrata nel karate e sa combattere anche a mani nude. Indossa sempre un vestito molto elegante simile a quello delle principesse. Si reca alla Shibusen dove comincia la sua vita normale riuscendo ad adattarsi facilmente. Fa amicizia con Tsugumi Harudori e Meme Tatane dividendo con loro la stanza. Si alterna con Meme l'utilizzo di Tsugumi essendo un'arma. È doppiata in giapponese da Saori Hayami.

## Studenti della Shibusen

### Ox Ford
Ox Ford (オックス・フォード?, Okkusu Fōdo) è, insieme alla sua arma, Harvar, e a Maka Albarn, con la quale ha una sorta di rivalità, è uno dei migliori studenti della Shibusen. Caratteristica è la sua capigliatura: infatti ha la testa quasi completamente calva, tranne per due ciuffi di capelli dietro le orecchie, fissati con il gel in modo da sembrare due corna. Le prime battaglie che lo vedono protagonista, tra cui quella per il BREW e l'assalto al Castello di Baba Yaga, fa squadra con Kim Diehl (di cui è follemente innamorato) e con Kirikou Rung, insieme alle rispettive armi. In seguito, Shinigami li fa entrare nel Team Spartoi, con l'ordine di trovare e uccidere Crona. Parteciperà anche alla battaglia sulla luna, contro l'esercito di Clown di Ashura. Ox è un Maestro della lancia (槍職人?, Yari Shokunin), arma che brandisce egregiamente, cosa che, combinata alla sua intelligenza, lo rendono un nemico temibile. È doppiato in giapponese da Hiroyuki Yoshino e in italiano da Omar Vitelli.

### Harvar D. Éclair
Harvar D. Éclair (ハーバー・ド・エクレール?, Hābā Do Ekurēru) è l'arma, di tipo Lancia, di Ox Ford: a prima vista Harvar D. Éclair può sembrare tranquillo e impassibile, ma in battaglia diventa molto serio, e soprattutto fedele al suo maestro d'armi Ox Ford. Nella sua forma arma è simile ad una lancia con la punta a forma di fulmine, con la capacità di generare elettricità. È doppiato in giapponese da Wataru Hatano e in italiano da Maury Incen.

### Kilik Rung
Kilik Rung (キリク・ルング?, Kiriku Rungu) è un ragazzo di colore che faceva parte del gruppo con Ox Ford e Kim Diehl. Combatte insieme a loro durante la battaglia per il BREW e l'assalto al Castello di Baba Yaga, insieme alle rispettive armi. In seguito, Shinigami li fa entrare nel Team Spartoi, con l'ordine di uccidere Chrona, con il quale, sulla luna, combatte contro l'esercito di Clown di Ashura. Secondo solo a Black☆Star in quanto a velocità, è il maestro dei vasi (壺職人?, Tsubo Shokunin), nonostante le sue armi, i Pot gemelli Fire e Thunder, assumano la forma di due guantoni. Viene indicato come utility meister, un genio universale in grado di capire la lunghezza d'onda di ogni arma. Può infatti entrare in risonanza sia con uno solo dei due Pot (così da usare l'elemento del Pot) sia con entrambi contemporaneamente, e così facendo può eseguire un attacco che combina i due elementi. È doppiato in giapponese da Kenichi Suzumura e in italiano da Simone Veltroni.

### Pot of Fire e Pot of Thunder
Pot of Fire e Pot of Thunder (ポット・オブ・ファイア - ポット・オブ・サンダー?, Potto Obu Faia - Potto Obu Sandā) sono armi, di tipo Vaso, di Kilik. Sono ancora dei bambini, e per questo litigano sempre. Anche se sembrano perfettamente identici, quando crescono per via della magia di Kim Diehl, si scopre che Thunder è una femmina, mentre Fire è un maschio. A differenza del nome (pot = vaso) trasformandosi in Armi assumono la forma di due guantoni. Sono entrambi sciamani della natura, e tendono a dolersi e piangere a dirotto in luoghi altamente inquinati dalla magia, come la parte di foresta intorno al castello di Baba Yaga.

### Kim Diehl
Kimial Diehl (キミアール・ディール?, Kimiāru Dīru), soprannominata Kim (キム?, Kimu), è la maestra d'armi di Jacqueline O. Lantern. È una ragazza dai capelli color glicine, ed è ossessionata dal denaro. Combatte insieme a Ox e Kirikou durante la battaglia per il BREW. Si scoprirà in seguito essere una strega, e per paura scapperà dalla Shibusen, unendosi all'Arachnophobia, ma verrà riportata indietro e riaccettata. Dopo che Shinigami li fa entrare nel Team Spartoi con l'ordine di uccidere Crona, Kim condurrà Kid, Elka, Free, e le streghe Lisa e Alisa nel paese delle streghe, convincendole ad aiutare la Shibusen utilizzando il loro Scudo dell'Anima per bloccare il potere di Ashura di generare Clown. Oltre ad essere la maestra della lanterna (灯籠職人?, Tōrō Shokunin), è una strega di tipo tanuki, che attiva le sue magie con la formula "Tanunucoon Raccooncoon Ponpon Ponkitanu Pon Pon Pon". Come tale, è in grado di utilizzare un incantesimo di rigenerazione magica (再生魔法?, Saisei Mahō), con la quale può far tornare allo stato originale ogni cosa che tocchino. È doppiata in giapponese da Chiwa Saitō e in italiano da Maura Cenciarelli.

### Jacqueline O. Lantern
Jacqueline O. Lantern Dupré (ジャクリーン・オー・ランタン・デュプレ?, Jakurīn Ō Rantan Dyupure) è l'arma, di tipo Lanterna, di Kim. È una ragazza dai lunghi capelli neri, che, quando è trasformata in arma, oltre a lanciare fuoco può allungarsi fino ad assomigliare ad una scopa da strega: così facendo dà alla sua maestra la possibilità di volare. È doppiata in giapponese da Kanae Oki.

### Hiro
Hiro (ヒーロ?, Hīro) è un ragazzo della Shibusen che viene sfruttato da tutti facendogli fare qualsiasi cosa, come ad esempio la spesa. Black☆Star lo usa anche per provare le sue mosse. Successivamente, dopo essersi fatto accettare da Excalibur, diventa il suo Maestro d'Armi, e dà una lezione a chi lo aveva sfruttato, in seguito ritorna ad essere come prima, ed afferma di aver rimesso Excalibur dov 'era, per averlo esasperato con degli starnuti continui, sebbene abbia eseguito i 1000 compiti della Sacra Spada. È doppiato in giapponese da Hiro Shimono e in italiano da Daniele Raffaeli.

## Docenti della Shibusen

### Shinigami
Shinigami (死神様?, Shinigami-sama) è il sommo dio della morte (shinigami) nonché Preside della scuola (Shibusen). I suoi subordinati si riferiscono a lui col suffisso sama (adattato nell'edizione italiana dell'anime con sommo), visto il grado e il ruolo che ricopre. Utilizza spesso un aspetto buffo ed un linguaggio infantile perché dice di essersi abituato così stando a scuola per non spaventare i ragazzi dal suo vero aspetto. È stato lui a far addormentare il Kishin dopo avergli strappato la pelle e averlo rinchiuso nella stessa. Successivamente ha "legato" la sua anima a Death City per garantire che non si svegliasse nuovamente ed è questo il motivo per cui non se ne può allontanare: in caso contrario dovrebbe portarsi dietro tutta la città (con edifici e terreno). È solito infliggere punizioni utilizzando il temuto Shinigami Chop, un colpo portato con l'enorme mano sulla testa del malcapitato.

### Franken Stein
Il dottor Franken Stein (フランケン・シュタイン?, Furanken Shutain), fu il Maestro d'Armi di Spirit, cambiato dallo stesso Spirit poiché scoprì che Stein faceva degli esperimenti su di lui mentre dormiva. Come si deduce dal nome è ispirato all'omonimo professore, pieno di cicatrici che sembrano causate da varie operazioni chirurgiche e con una grossa vite piantata nel cranio che continua ad avvitare. Dentro di lui c'è della follia repressa che a causa di Medusa e dopo il risveglio del Kishin si fa sempre più accentuata.

### Sid Barret
Sydney Barret (死人·バレット?, Shibito Baretto), soprannominato Sid (シド?, Shido), è uno dei professori della scuola, è un maestro del pugnale, nelle prime puntate è umano, ma dopo, per via di un incidente, Franken Stein lo fa rinascere sotto forma di zombie, cambiando il colore della pelle in blu cadaverico; conclude quasi sempre le sue frasi dicendo "ero una persona del genere" oppure "ero fatto così". È un Maestro d'Armi di livello 3, ovvero capace di combattere con qualsiasi arma. Di solito la sua arma è un pugnale (Mira Neigus), ma sporadicamente utilizza come arma anche la sua lapide. È doppiato in giapponese da Masafumi Kimura e in italiano da Roberto Draghetti.

### Mira Neigus
Mira Neigus (ミーラ・ナイグス?, Mīra Naigusu) è un'arma di tipo Pugnale di Sid Barett, nonché infermiera della Shibusen. È completamente avvolta da bende come una mummia, da cui spuntano solo gli occhi azzurri e i capelli dreadlock; ha la pelle scura e porta sempre un paio di grossi pantaloni militari. È doppiata in giapponese da Junko Noda.

## Death Scythes - Falci della morte
Le Falci della morte (デスサイズ?, Desu Saizu, Death Scythe) altro non sono che armi. Hanno frequentato la shibusen e hanno completato il loro addestramento raccogliendo 99 anime più un'anima della strega. L'unica falce della morte che è degna di combattere al fianco della morte stessa però è Spirit (padre di Maka). Alle altre falci della morte invece, è stato assegnato un territorio. Inoltre il traguardo della Shibusen è proprio quello di far diventare gli studenti migliori falce della morte, e tutti vogliono prendere quel posto.

### Spirit Albarn
Spirit Albarn (スピリット・アルバーン?, Supiritto Arubān) era la Death Scythe del Sommo Shinigami e responsabile del Nord America. Padre di Maka, che non lo considera suo padre per via della separazione dalla madre e dei suoi continui tradimenti. In forma d'arma è una falce, ed è per questo che Shinigami ha voluto tenerlo con sé alla Shibusen. È stato per cinque anni l'Arma di Franken Stein, cambiando però Maestro d'Armi quando scoprì che quest'ultimo faceva esperimenti su di lui mentre dormiva.

### Azusa Yumi
Azusa Yumi (弓 梓?, Yumi Azusa) è la Death Scythe responsabile dell'Asia orientale, che entra a far parte della squadra dopo la rinascita del kishin Ashura. Ha un forte legame con vari membri della scuola: infatti, spesso rimprovera Spirit quando fa il cascamorto e Stein per i suoi esperimenti, e in numerose missioni, viene assegnata come partner di Sid Barret. 
Quando è sotto forma di arma, diventa una balestra dotata di un sistema di puntamento simile a quello dei fucili da cecchino; la sua elevata precisione le permette di sparare fino a 10 km di distanza, con un margine di errore di appena 1 mm. Inoltre possiede il potere della chiaroveggenza (千里眼?, Senrigan), che le permette di disegnare mappe accuratissime, ed è capace di utilizzare l'Eco dell'Anima anche a distanza, tramite un auricolare o un telefono. È doppiata in giapponese da Yukana e in italiano da Angela Brusa.

### Marie Mjolnir
Marie Mjolnir (マリー・ミョルニル?, Marī Myoruniru) è la Death Scythe responsabile dell'Oceania. Come tutte le altre Death Scythe, entra a far parte della squadra dopo la rinascita del kishin Ashura. Dai lunghi capelli biondi, porta una benda nera sull'occhio sinistro, sulla quale è ricamato il simbolo di un fulmine. Nonostante il ruolo che ricopre, è spensierata e distratta, perdendosi facilmente nello scantinato della Shibusen per via del suo scarso senso dell'orientamento. Inoltre, dopo aver attraversato una serie di relazioni fallite, desidera disperatamente convolare a nozze.
Poco dopo essere arrivata alla Shibusen diventa la partner del Dr.Franken Stein (di cui era perdutamente innamorata quando era ancora una studentessa); è con lui durante la battaglia per Brew, all'interno del campo magnetico, ed è con lui anche quando combattono Justin Law.
Quando è sotto forma di arma assume la forma di un martello, e con suoi poteri, basati sull'elettricità, è capace di sbriciolare qualunque cosa. Inoltre, la sua lunghezza d'onda ha il potere della redenzione, essendo capace di calmare la follia che risiede dentro le altre persone.
Da notare che il suo cognome, Mjolnir, è anche il nome del martello del dio nordico del fulmine Thor.
- Generazione interna (体内発電?, Tainai Hatsuden): dopo un'intensa concentrazione, Marie è in grado di generare una corrente elettrica in un punto preciso all'interno del suo corpo, che incenerisce qualsiasi corpo estraneo al suo interno. Marie la utilizza per distruggere il serpente di Medusa all'interno del suo corpo.
- Corde fulminee (雷綱?, Izuna): Marie avvolge il braccio del suo Maestro d'armi con numerosi fulmini neri, che emergono dal manico della sua forma arma. Questi sono in grado di interfacciarsi direttamente con il sistema nervoso del Maestro d'armi, facendo scorrere elettricità nei suoi nervi motori e aumentando così notevolmente i suoi riflessi. L'entità di questo potenziamento è tale che i movimenti risultanti del Maestro d'armi risultano quasi impossibili da percepire ad occhio nudo. Tuttavia, l'uso prolungato di questo potenziamento provoca gravi conseguenze, anche mortali, al Maestro d'armi che ne fa uso.

È doppiata in giapponese da Chieko Honda e in italiano da Elena Gianni.

### Justin Law
Justin Law (ジャスティン・ロウ?, Jasutin Rou) è la Death Scythe responsabile dell'Europa occidentale, che entra a far parte della squadra dopo la rinascita del kishin Ashura. Crede fedelmente nel Signore, ed infatti è capace di utilizzare l'Eco dell'Anima semplicemente pregando. Indossa sempre un paio di cuffiette, ed è vestito come un prete con una papalina sulla testa; viaggia a bordo di una moto del tipo chopper con due ruote dietro che trascina un carro che porta una bara. In varie circostanze si ritrova a combattere contro Giriko, l'Arma della strega Arachne. Nel corso del manga cederà alla follia e passerà dalla parte di Noah prima e Ashura poi, prenderà parte alla battaglia sulla Luna e sfiderà il Dottor Stein, ma dopo un duro scontro verrà ucciso da quest'ultimo senza pietà.
La sua forma d'arma non è mai apparsa, ma si sa per certo che è un'Arma di tipo ghigliottina. Come Giriko, Law è un'arma autonoma, e combatte trasformando parti del suo corpo in lame con fili attaccati ad esse, o in due semilunette per bloccare il nemico.
- Law Abiding Silver Gun (法を守る銀の銃?, Rō Abaidingu Shirubāgan): dopo aver pregato per rafforzare l'onda della sua anima, Law trasforma il suo braccio in una lama, dal quale di genera una lama di luce di solito volta a decapitare il nemico.
  - Law Abiding Silver Gun - Radiant (法を守る銀の銃-放射?, Rō Abaidingu Shirubāgan - Reidianto): variante della tecnica precedente, in cui Law genera un fascio di energia luminosa che sbalza il nemico diversi metri addietro.
- Fusione di Follia (狂気融合?, Kyōki Yūgō): utilizzata nel manga in combinazione con "il Clown". In questo stato, Law diventa un essere a metà tra la sua forma umana e la sua forma d'arma. L'intero viso, ad eccezione della bocca, viene celato da una specie di elmo medievale, mentre la parte inferiore del suo corpo viene sostituita dai montanti verticali di una ghigliottina, dotati di lama. Infine, le mani vengono sostituite con delle piccole lame dotate di catene, che possono moltiplicarsi e trasformarsi in varie forme.
  - Silver Gun (シルバー・ガン?, Shirubāgan): Justin muta entrambe le mani in due paia di semilunette, con le quali cattura i suoi avversari. Ogni nemico immobilizzato viene immediatamente decapitato da una lama.
  - Guilty or Not Guilty (ギルティ・オア・ノット・ギルティ?, Girutii Oa Notto Girutii, "Colpevole o non colpevole"): Law fonde entrambe le braccia in un'enorme lama di ghigliottina, scagliandola verso il terreno e causando un cambio di traiettoria che coglie l'avversario alla sprovvista.
  - Law Abi-bi-bahahahaha (ロウ・アバババヴァヴァヴァヴァヴァ?, Rō Abababavavavavava): versione più potente del Law Abiding Silver Gun. Law crea due paia di semilunette, dotate ciascuna di un bulbo oculare, con i quali Law riesce a percepire il calore avversario. Una volta scovato e catturato, il nemico viene ucciso per decapitazione. Con questa tecnica, Law riesce a trovare e uccidere persino Tezca Tlipoca.
  - Schmidt (シュミット?, Shumitto): potente tecnica, in cui Law conficca le braccia nel terreno, da cui fa spuntare ai lati di ogni nemico una serie di pali verticali accoppiati tra loro. Dalla sommità di questi pali verrà poi generata una lama luminosa, quasi impossibile da evitare, che cade tagliando in due il nemico. Il nome di questa tecnica è un riferimento a Tobias Schmidt, il progettista a cui venne attribuita la creazione della ghigliottina utilizzata al culmine della rivoluzione francese.

È doppiato in giapponese da Yoshinori Fujita e in italiano da Gabriele Lopez.

### Tezca Tlipoca
Tezca Tlipoca (テスカ・トリポカ?, Tesuka Toripoka) è la Death Scythe responsabile del Sud America. Indossa sempre una maschera d'orso, e per questo viene chiamato Misterious Bear (謎のクマ?, Nazo no kuma). Il suo partner è Enrique (猿里华?, Enrike), un grosso gorilla, che lo porta legato alla gamba sinistra quand'è nella sua forma d'arma. Nella Shibusen, erroneamente, si pensa che Tezca sia il Maestro d'Armi ed Enrique l'Arma. Egli è il primo che si getta all'inseguimento di Justin Law durante il suo tradimento, ingaggiando da solo uno scontro con lui, in cui verrà eliminato tramite decapitazione. Tuttavia, non aveva fatto sul serio in quello scontro, sperando di riportare Justin sulla retta via. Tezca non è morto definitivamente, ma è ancora vivo, sotto forma di immagine riflessa negli specchi.
In forma arma è, per l'appunto, uno specchio, forma in cui Tezca è in grado di creare illusioni e di rintracciare l'onda dell'anima di chiunque ne venga riflesso. 
- Solar Ray (ソーラーレイ?, Sorā Rei): Tezca genera numerosi specchi su tutto il suo corpo, su cui concentra la luce del sole in un unico raggio che incenerisce qualunque cosa.

### Tsar Pushka
Tsar Pushka (ツァーリ・プーシュカ?, Tsāri Pūshuka) è la Death Scythe responsabile dell'Europa orientale, che abita in Russia, a Mosca. È un uomo piuttosto corpulento, vestito con una tuta da palombaro. Nel manga, lui è il suo Maestro d'armi, Fyodor  (フョードル?, Fyōdoru), di stanza in Ucraina, combattono contro Crona, ancora sotto l'influsso di Medusa, uscendone sconfitti. Crona li trasforma in due sfere di sangue nero, all'interno delle quali Maka riesce ancora a percepire le loro anime.
In forma di arma, si trasforma in una sfera metallica recuperabile con un cavo, che Fyodor porta legato alle gambe. Come Maka Albarn, Tsar possiede una lunghezza d'onda anti demone (退魔の波長?, Taima no Hachō), capace di contrastare gli utilizzatori della follia e del sangue nero. 
- Commando cosacco (コマンドコッサク?, Komando Kossaku): è lo stile di combattimento usato da Fyodor. Si tratta di una serie di energici calci, simili al ballo cosacco, ma intervallate da salti e acrobazie, che permettono a Fyodor di lanciare colpi devastanti da diverse angolazioni.
  - Purificazione (浄化?, Jōka): Fyodor combina il suo caratteristico stile di combattimento con l'onda anti-demone della sua arma. Non solo si genera un immenso potere distruttivo, ma si è capace di spazzare via la follia e il sangue nero.

Il nome di questo personaggio è un riferimento allo Tsar Pushka, un cannone russo di epoca zarista.

### Djinn Galland
Djinn Galland (ジン・ガラン?, Jin Garan) è la Death Scythe responsabile dell'Asia occidentale. Ha un aspetto simile a quello di un tuareg, con il volto nascosto dalla stoffa del turbante che gli cade davanti al viso. La sua Maestra d'armi è Zubaidah (ズバイダ?, Zubaida), d'aspetto simile ad una danzatrice del ventre. Nel manga, lui e Zubaidah si recano sulla luna insieme alla Shibusen, per combattere contro l'esercito di clown generato da Ashura.
In forma di arma, si trasforma in una lampada ad olio. In questa forma, eseguendo l'Eco dell'anima con Zubaidah, può fuoriuscire dalla lampada sotto forma di un vero e proprio djinn, capace di bruciare tutto ciò che tocca. Le sue tecniche sono legate ai tarocchi.
- Gli Amanti (こいびと?, Koibito): il fumo emesso dalla lampada si condensa in un'enorme entità dalla forma cilindrica, con un cuore inciso sopra e al suo interno la statua di due amanti. Questo cuore potrà sparare un raggio capace di distruggere qualunque cosa.
- La Torre (塔?, Tō): il fumo emesso dalla lampada si condensa in un'enorme entità simile ad una torre umanoide con dei tralci di edera sulle spalle. Oltre a possedere una colossale forza fisica, questo essere può manipolare l'edera sul suo corpo per intrappolare gli avversari.

### Deng Dinga
Deng Dinga (デング・ディンガ?, Dengu Dinga) è la Death Scythe responsabile dell'Africa. È uno uomo di colore, alto e snello, vestito con un sarong e con numerosi piercing sul viso. Il suo Maestro d'armi è Alexander (アレクサンダー?, Arekusandā), un Meister di colore completamente calvo, con il volto dipinto con pittura di guerra. 
Nel manga, lui e Alexander si recano sulla luna insieme alla Shibusen, per combattere contro l'esercito di clown generato da Ashura. Durante la traversata, proteggono il dirigibile dagli attacchi dei Clown.
In forma di arma, si trasforma in un'ascia arcobaleno (虹の斧?, Niji no Ono), un'ascia dalla lama quadrata. I suoi poteri ruotano attorno agli arcobaleni e alla luce.
- Leggera flessione (光屈折?, Kōkussetsu): dopo aver eseguito l'Eco dell'anima con Alexander, Deng genera uno scudo che utilizza gli effetti di rifrazione luminosa per deviare la traiettoria degli attacchi avversari.

## Otto Grandi Guerrieri
(La Massa Nera parlando dei Grandi Antichi)
Gli Otto grandi guerrieri (死神八武衆?, Shinigami Hachi Bushū, lett. "la Legione degli Otto di Shinigami") sono un gruppo di otto individui, sia Meisters che Buki, dalle capacità eccezionali, il cui scopo era di proteggere le anime umane per impedire la venuta di un Kishin. Escluso Shinigami, se ne conoscono solo cinque: Ashura, (l'antagonista principale della serie), la sua arma, Vajra, Eibon, Excalibur e la Massa Nera.
I membri più potenti del gruppo erano conosciuti come i Grandi Antichi (旧支配者?, Guratto Orrudo Wan), così potenti da rappresentare uno degli attributi che portano gli uomini alla follia.

### Ashura
Ashura (阿修羅?, Ashura), conosciuto anche semplicemente come "Kishin" (鬼神? "dio demone"), è il principale antagonista della serie (in cui è il nemico più forte, potente e pericoloso). Rappresenta come la Follia della Paura, e per questo ha una personalità molto paranoica e codarda, ma anche molto più complesso, ed è rimasto mentalmente, per certi versi, allo stadio infantile. Prima della creazione della Shibusen, Ashura era il più potente membro degli "Otto Grandi Guerrieri", ma quando, ossessionato dalla paura, Ashura decise di aumentare sempre di più il proprio potere, cominciò a divorare anime innocenti, arrivando addirittura a ingoiare la propria arma perché lo temeva, e ciò comportò la sua completa trasformazione in Kishin. A seguito della trasformazione, Shinigami si ritrovò costretto a strappargli la pelle ed usarla per imprigionarlo nel sottosuolo. Sopra quel luogo in seguito verrà fondata la Shibusen, dopo che Shinigami lega la propria anima a Death City per prevenire il risveglio di Ashura.

### Eibon
Eibon (エイボン?) è un enigmatico stregone ex conoscente e amico di Shinigami. Si presenta come un umanoide dai lunghi abiti, sui quali sono fissati motivi geometrici simili a piastre di metallo, e il suo volto è celato da un elmo, anch'esso di metallo. Compare per la prima volta durante la battaglia per il BREW, all'interno del campo magnetico sull'isola perduta. Tuttavia, la Massa nera sospetta che egli sia ancora vivo. 
Nell'anime, Excalibur spiega che, al fine di salvare la moglie malata, si rivolse ad Aracne. È doppiato in giapponese da Yasuyuki Kase.
Eibon è conosciuto per aver creato numerosi artefatti demoniaci (魔道具?, Madougu), congegni speciali impossibili da realizzare con le tecnologie tradizionali. Eibon ha lasciato tutti i progetti di questi artefatti all'interno di un libro, il libro di Eibon. Gli artefatti da lui creati sono:
- Macchina della manipolazione morale (道徳操作機?, Doutoku Sousa Ki): Come suggerisce il nome, questo artefatto è in grado di manipolare la moralità di un soggetto attraverso mezzi magici. Può alterare la morale di un individuo per farlo diventare più buono o più malvagio, dipende da quanto il valore di moralità viene sollevato o abbassato.
- Molla perpetua (永久弾機?, Eikyuu Zenmai, "Sorgente eterna"): Questo artefatto può essere inserito all'interno di una macchina come fonte di energia praticamente inesauribile, permettendo alla macchina in questione di funzionare per l'eternità senza bisogno di carburante o di manutenzione. L'artefatto è costituito da due parti, una chiave e un riquadro con una serratura nel quale va inserita la chiave. Viene utilizzato prima per far corre un treno in mezzo al deserto del Sahara per ben 100 anni, e poi dalla Shibusen per alimentare il dirigibile che li condurrà sulla luna.
- BREW (ブリュー?, Buryū): si dice che sia l'artefatto più potente creato da Eibon sull'isola perduta. Si tratta di una piccola scatola metallica, capace di aumentare enormemente la lunghezza d'onda dell'utente, e si dice anche grado di creare tempeste, anche se pare abbia molti più utilizzi. Nell'anime, invece, ha il potere di esaudire i desideri.

Questa sua genialità è data dal possedere la Follia della Conoscenza (知恵発狂?, Chie hakkyō). Non è chiaro in cosa consista, ma Stein, una volta letto il libro di Eibon, ha dichiarato di non riuscire a formulare alcun pensiero sotto l'influsso di questa follia.

### Excalibur
(Tipica esclamazione di Excalibur)
Excalibur (エクスカリバー?, Ekusukaribā), conosciuto come la Spada sacra (聖剣?, Seiken), era uno degli Otto Grandi Guerrieri. Nonostante in forma d'arma assuma la forma di una elaborata spada a due mani, in forma "umana" si presenta come una piccola creatura caricaturale, con il muso lungo e gli occhi grandi, vestita con un abito bianco e un cappello a cilindro. Nonostante sia una delle armi demoniache più potenti è autoritario ed estroso, e quasi nessuno riesce a sopportarlo a causa dei suoi atteggiamenti e dei servizi che pretende dal suo maestro d'armi: 1000 regole da imparare a memoria e 5 ore di lettura ad alta voce da ascoltare. L'unico ad essere riuscito a sopportarlo per un breve tempo è stato Hiro, però, nonostante il maestro d'armi sia riuscito a compiere le imprese, Hiro ha deciso di rimetterlo al suo posto, dopo averlo assillato con dei continui starnuti. 
Nel manga, Excalibur viene imprigionato da Noah dentro al libro di Eibon, più precisamente nel quarto capitolo, "Ira", da cui esce grazie all'aiuto di Liz. Assiste poi, insieme a Shinigami, alla battaglia sulla luna, durante la quale Shinigami si dissolve davanti ai suoi occhi quando Kid connette l'ultima linea di Sanzu. Nel diciassettesimo episodio dell'anime, inoltre, si scopre che Excalibur aveva una moglie, tre figli e una fidanzata di nome Katie.
Oltre ad abilità eccezionali, quali le Ali di luce o il teletrasporto, Excalibur è in grado di utilizzare la Follia della Rabbia (怒り発狂?, Ikari hakkyō), legata in particolar modo ai suoi manierismi irritanti. È doppiato in giapponese da Takehito Koyasu e in italiano da Luca Dal Fabbro.

### Massa Nera
Il Grande Antico della Potenza (力の旧支配者?, Chikara no Kyū Shihai-sha), conosciuto anche come la Massa Nera oppure il Frammento, è un'antica entità dal nome sconosciuto, che viene incontrata da Kid nell'ultimo capitolo del libro di Eibon. Pur possedendo i mezzi per fuggire dal libro, tuttavia, ha scelto di soggiornare al suo interno in una sorta di esilio autoimposto, in modo da impedire alla sua follia di dilagare e trovandolo un posto adatto ad un Grande Antico come lui. Il suo corpo è formato da un denso e viscoso liquido nero, capace di assumere una forma umanoide. Possiede la Follia della Potenza (力発狂?, Chikara hakkyō), paragonata, per quanto riguarda la sua lunghezza d'onda, per certi versi a quella di Ashura; ricoprendo il corpo di Kid con il suo liquido scuro, l'essere riesce infatti a sprigionare tutto il potenziale sito nelle capacità latenti all'interno del ragazzo, portandolo tuttavia alla follia. Interviene durante il combattimento tra Kid e Black Star, riconoscendo nel loro gruppo una certa "armonia", permettendogli così di uscire dal libro in modo che possano sconfiggere Ashura. 

## Streghe
Le streghe (魔女?, Majo) sono i principali antagonisti della serie 
In Soul Eater, a cui la Shibusen dà la caccia. Si tratta di potenti nemici, alcuni dei quali in grado di trasformarsi o usare magie legate agli animali. In particolare, alcune streghe sono in grado di usare una tecnica chiamata Scudo dell'anima, con la quale nascondono la propria anima così da non farsi identificare dai Maestri d'armi capaci di percepire le anime. La più importante e potente delle streghe è Mabaa, che presiede le riunioni segrete che si svolgono regolarmente e a cui tutte le streghe partecipano. Durante queste riunioni sono solite ripetere la formula "Joma joma dabarasa" (ジョーマ・ジョーマ・ダバラーサ?) (anagrammando la formula al contrario, si ottiene "sarabada", un tipo di saluto giapponese, e "majo", cioè appunto "strega").

### Sorelle Gorgon

#### Medusa Gorgon
Medusa Gorgon (メデューサ・ゴーゴン?, Medyūsa Gōgon) è una potente e malvagia strega, nonché antagonista principale della prima parte della storia, sia del manga che dell'anime. È la madre di Crona, su cui comincerà alla fine a provare amore, e per questo verrà da lui eliminata. I suoi poteri consistono nel controllo dei vettori e dei serpenti.

#### Arachne Gorgon
Arachne Gorgon (アラクネ・ゴーゴン?, Arakune Gōgon) è l'antagonista secondaria del manga e anime Soul Eater. È la maggiore delle sorelle Gorgon, sorella maggiore di Medusa e Shaula. Shinigami si riferisce a lei come "la madre delle armi demoniache".
Infatti, 800 anni prima degli eventi narrati, conduceva esperimenti per creare esseri umani in grado di mutare in armi. Per il successo delle sue ricerche era solita uccidere altre streghe per utilizzare la loro anima dotata del potere della metamorfosi. Questi suoi atti eretici l'hanno fatta finire sulla lista nera sia di Shinigami che delle streghe e, per sfuggire ad entrambi, ha diviso il suo corpo in una moltitudine di ragni e sigillato la sua anima in un golem. Grazie alla lunghezza d'onda della follia emanata dal Kishin è tornata in vita per fare guerra alla Shibusen. Durante l'assalto al castello di Baba Yaga, nell'anime viene uccisa da Ashura, mentre nel manga abbandona il suo stesso corpo per fondersi con la follia. Verrà sconfitta da Soul e Maka dopo un combattimento all'ultimo sangue, mentre il suo corpo senza vita verrà preso da Medusa. Sarà proprio l'anima di Arachne a permettere a Soul di diventare una Death Scythe.
I suoi incantesimi si basano sui ragni. Tuttavia, a differenza delle sue sorelle, che prediligono l'attacco fisico, Arachne mira alla mente dei suoi avversari, facendo leva sulle loro debolezze per condurli alla follia. Altre sue magie sono la capacità di scomporre il proprio corpo in innumerevoli ragni, e di creare delle ragnatele capaci di immobilizzare totalmente un avversario.
È doppiata in giapponese da Michiko Neya e in italiano da Laura Boccanera.

#### Shaula Gorgon
Shaula Gorgon (シャウラ?, Shaura) è la sorella minore di Medusa e Arachne, nonché antagonista principale della serie prequel/spin-off Soul Eater Not!. Come le sue sorelle maggiori (oltre per di più Medusa), anch'essa è una strega puramente malvagia, spietata, temuta, diabolica, infida, crudele, insensibile, viscida, manipolativa, ingannevole, pericolosa e assetata di potere, e possiede un animale come simbolo: lo scorpione. Indossa un abito simile alle studentesse della Shibusen, una lunga coda di cavallo a forma di coda di scorpione con tanto di punta. È a capo di un gruppo di persone assoggettate a lei chiamate Traitor. È doppiata in giapponese da Ami Koshimizu.

### Crona Gorgon
Crona Gorgon (クロナ?, Kurona) è il figlio di Medusa, a cui resterà fedele fino a quando non la eliminerà, è prescelto per diventare il nuovo Kishin. Il sangue nero che scorre nelle sue vene, e in cui è contenuta la sua Arma, Ragnarok, lo rendono molto potente e incline alla follia.

### Mabaa
(Tipica esclamazione di Mabaa)
Mabaa (魔婆?) è l'attuale leader delle streghe. Nonostante il suo potere, paragonabile a quello di Shinigami, è una strega piuttosto minuta. L'unica parte del suo corpo visibile sotto i suoi abiti da strega è il suo unico occhio, il destro. Il sinistro, coperto da una benda, in passato le fu strappato da Free, che Mabaa non poté uccidere per via della sua immortalità. Durante la battaglia sulla luna, Kid riesce a convincere Mabaa e le altre streghe a fare una tregua con la Shibusen, utilizzando lo Scudo dell'anima per bloccare l'onda della follia di Ashura.
Nonostante sia priva dell'occhio sinistro, Mabaa è la strega più potente della serie, il cui potere è paragonabile solo a quello di Shinigami e di Ashura. Il suo potere è tale che nemmeno lo Scudo dell'anima è capace di sopprimerlo. In battaglia, fa uso di una particolare magia, la magia spaziale (空間魔法?, Kūkan Mahō), con cui è capace di piegare lo spazio-tempo per teletrasportare lei o più persone o per creare dimensioni separate. È doppiata in giapponese da Tomie Kataoka.

### Lisa e Alisa
Tabasa Butterfly e Taruho Firefly, soprannominate Lisa (リサ?, Risa) e Alisa (アリサ?, Arisa) sono due affascinanti streghe residenti a Death City, che lavorano con Blair al cabaret Chupa♡Cabra. Vengono inviate dall'Aracnophobia per raccogliere in formazioni sulla Shibusen, ma vengono smascherate da Medusa e prese in custodia da Stein e Spirit. Dopo la sconfitta di Arachne e Medusa, collaborano più volte insieme ad Elka per aiutare la Shibusen.
Entrambe dimostrano di saper utilizzare la Matemagia (演算魔法?, Enzan mahō), che utilizzano per mandare il team Spartoi nel libro di Eibon. Inoltre, gli incantesimi di Lisa sono basati sulle farfalle, mentre quelli di Alisa sulle lucciole.
Nel manga, i loro nomi sono stati traslitterati come Lisa (Tabatha Butterfly) e Arisa (Talho Firefly). Sono doppiate in giapponese rispettivamente da Izumi Koike e Mayuki Makuguchi.

### Angela Leon
Angela Leon (アンジェラ・レオン?, Anjera Reon) è una piccola streghetta, protetta da Mifune, a cui è molto affezionata. Black Star si rifiuta di ucciderla per prenderle l'anima dopo che scopre che è solo una bambina. In seguito, dopo la morte di Mifune, di cui non è stata ancora informata, vivrà alla Shibusen, dove verrà esposta quotidianamente alla magia, per prevenire il suo istinto di strega non ancora risvegliato. I suoi incantesimi sono basati sui camaleonti. È doppiata in giapponese da Ayako Saito.

### Elka Frog
Elka Frog (エルカ・フロッグ?, Eruka Furoggu) è una strega che fa la sua apparizione durante una riunione di streghe, alla quale partecipa anche Medusa, e subito si mostra sospettosa verso di lei, a causa della sua pericolosa infiltrazione all'interno della Shibusen, che metteva a rischio l'incolumità di tutte le streghe. Per questo, insieme all'amica Mizune, decide di uccidere Medusa tendendole un tranello e mettendo così fine ai suoi progetti ed esperimenti misteriosi. Tuttavia il loro piano non va a buon fine, poiché Medusa, grazie a dei serpenti che aveva impiantato nel loro corpo, uccide Mizune e minaccia di fare lo stesso con Elka se non fosse passata dalla sua parte. Da quel momento Elka diventa un'assistente di Medusa, aiutandola nei suoi progetti in cambio della promessa che Medusa avrebbe eliminato un serpente dal suo corpo per ogni lavoro portato a compimento. Dopo la morte di Medusa, Elka aiuta più volte la Shibusen, prima con il libro di Eibon, e poi nella battaglia sulla luna.
Nonostante la giovane età, Elka ama la distruzione, per cui è molto felice di essere una strega. Nonostante ciò, è molto codarda, e non esita ad evitare gli scontri. È molto amica delle sorelle Mizune, e si sente dispiaciuta nel mentire loro per ottenerne la collaborazione.
I suoi poteri riguardano principalmente le rane; infatti Eruka ripete spesso geko (l'onomatopea giapponese per il verso delle rane) mentre parla, e il suo stesso nome è l'anagramma di Kaeru, che significa "rana" in giapponese. La sua formula magica è "Kaerog froeru gekoeru frog", una combinazione di "rana" in inglese e in giapponese. Tra le sue magie principali vediamo l'abilità di trasformarsi a piacimento in rana per scappare dalle situazioni di pericolo o per spiare senza essere vista (fatto che tornerà più utile a Medusa che a lei), e di creare sfere nere a forma di girino che possono saltellare ed essere fatte esplodere a distanza. Altre sue magie sono:
- Scudo dell'Anima (Soul Protect): magia avanzata che le streghe usano per nascondere la lunghezza d'onda della loro anima, che appare come quella di un comune essere umano. Utile per contrastare l'abilità della percezione delle anime e quindi per non essere individuate dai nemici, questa magia ha l'effetto collaterale di non consentire alla strega che lo utilizza di eseguire alcuna magia, lasciandola totalmente indifesa; solo disattivare lo scudo permette ad una strega di utilizzare nuovamente i suoi poteri.
- Matemagia - Calcolo magico (演算魔法・マジックカリキュレーション?, Enzan mahō: Majikku Karikureshon): magia che le streghe usano per stabilire le coordinate in cui usare determinati incantesimi di alto livello. Elka la usa per ben due volte, per calcolare la posizione dell'Independent Cube usato da Free e del varco per mandare il team Spartoi nel libro di Eibon.

È doppiata in giapponese da Misato Fukuen e in italiano da Ilaria Latini.

### Mizune
Mizune (ミズネ?) è il cognome di un'ampia famiglia di streghe tutte molto simili fra loro e che hanno come animali caratteristici i topi. Le streghe Mizune parlano solo dicendo chi (l'onomatopea giapponese del verso del topo), ma non hanno problemi a farsi capire dalle altre streghe.
Una delle sorelle Mizune è presentata inizialmente come un'amica di Elka Frog, e come lei non vede di buon occhio Medusa e i suoi esperimenti alla Shibusen; le due tentano così di eliminarla, ma durante l'imboscata Mizune viene uccisa da uno dei serpenti che Medusa aveva impiantato nel suo corpo e in quello di Eruka.
In seguito, cinque membri della famiglia Mizune si uniscono a Medusa dopo che Elka, mentendo, aveva riferito loro che la loro sorella era stata uccisa da uno studente della Shibusen, e contribuiscono alla distruzione di Death City durante il piano per il risveglio del Kishin.
Tutti i membri della famiglia Mizune sono in grado di trasformarsi in topo e di combinarsi in un unico corpo, ottenendo la capacità di parlare. Il nome di Mizune è l'anagramma del termine giapponese Nezumi, che significa "topo". Le abilità delle streghe Mizune sono:
- Beam Whiskers (ビーム髭?, Bīmu Hige): raggi magici taglienti che vengono emessi dalle guance sotto forma di baffi da topo. Quando vengono usati da una delle forme combinate, i raggi vengono emessi dalle unghie e fungono da artigli.
- Forma Combinata (合体?, Gattai): una trasformazione avanzata preceduta da una serie di schiocchi di dita accompagnati dai caratteristici "chi" emessi dalle streghe Mizune, grazie alla quale si possono riunire in un unico corpo più potente. Nel manga l'aspetto della forma finale dipende dal numero di streghe che si combinano; per esempio, se si uniscono solo tre sorelle la forma finale ha l'aspetto di una teenager, mentre se se ne uniscono di più assumono l'aspetto di una donna più matura dai corti capelli rosa, vestita con un cappello, una lunga gonna e una giacchetta che le lascia scoperto lo stomaco e la parte inferiore del seno.

È doppiata in giapponese da Mayuki Makiguchi.

## Arachnophobia
Arachnophobia è un'organizzazione creata 800 anni prima da Arachne per opporsi alle forze di Shinigami. Durante i suoi 800 anni di assenza, il gruppo, sotto la guida di Mosquito, si è ampliato ulteriormente. La sua base operativa è il castello di Baba Yaga (ババ・ヤガーの城?, Baba Yagā no Shiro), situato 200 metri sotto terra in mezzo alla foresta Amazzonica. Oltre ad un folto gruppo di soldati artefatto, Arachne ha ai suoi ordini alleati d'eccezione, come Mosquito e l'arma Giriko.

### Mosquito
Mosquito (モスキート?, Mosukīto) è il maggiordomo personale della strega Arachne. Nella sua forma attuale si presenta come un vecchietto basso, con in testa un cappello a cilindro e un lungo naso appuntito, attraverso il quale succhia il sangue ai suoi nemici. Mosquito è infatti un vampiro millenario, che come lui ama ricordare era conosciuto per diversi tipi di abilità che variavano col passare dei secoli. Dispone di una serie di trasformazioni appunto, che lo portano ad modificare radicalmente la propria struttura corporea in base a come si presentava un tempo agli altri:
- 100 anni prima (百年前の姿?, Hyaku Nenmae no Sugata), Mosquito era «il più resistente»; consiste nell'aumento considerevole della massa corporea delle braccia, che diventano molto più grosse e il corpo sferico, al contrario le gambe rimangono piccole.
- 200 anni prima (二百年前の姿?, Nihyaku Nenmae no Sugata), Mosquito era «il più veloce e con il naso più appuntito»; consiste nell'aumento delle dimensioni del naso, delle gambe e delle braccia, mentre la posizione passa da eretta ad accovacciata sui 4 arti.
- 400 anni prima (四百年前の姿?, Yonhyaku Nenmae no Sugata), Mosquito assume la forma che più sia avvicina all'aspetto classico del vampiro: le fattezze sono quelle di un essere umano, alto, moro, vestito in smoking, dall'aspetto altero e severo, talmente potente da soggiogare Kid e Free in un secondo, tranciando i loro corpi con un semplice gesto del braccio. A causa della sua abilità di scindersi in centinaia di pipistrelli Mosquito dice che era «il più numeroso»

Oltre ad altre possibili trasformazioni centenarie, Mosquito possiede un'ultima trasformazione, quella di 800 anni prima (八百年前の姿?, Happyaku Nenmae no Sugata), in cui era conosciuto come «il migliore», il cui aspetto è mostruoso e non ha quasi niente di umano. Nonostante ciò, durante l'assalto al castello di Baba Yaga, viene annichilito dalla forza di Noah in un colpo solo e ucciso. Caratterialmente, Mosquito assomiglia ad un vecchio burbero e facilmente irritabile dai modi dei giovani, che lui ritiene irrispettosi e inadatti. Nonostante sfoggi un atteggiamento cortese e ben disposto, da signore, Mosquito ha in realtà un comportamento violento e crudele, come ogni altro asservito alla follia e alla distruzione.
È doppiato in giapponese da Takashi Inagaki e in italiano da Giorgio Lopez.

### Giriko
Giriko (ギリコ?) è un'arma originaria del villaggio di Loew, in cui ha usato il falso nome di Sou (ソウ?) mentre aspettava il ritorno di Arachne. Era un alleato d'eccezione dell'Arachnophobia, e si scontrava spesso con la Death Schyte Justin Law. Tuttavia, non partecipa alla battaglia del castello di Baba Yaga, poiché viene addormentato da un sonnifero che Liz e Patty avevano messo in una bevanda. Si risveglia dopo la morte di Arachne, e subito dopo incontra Justin, che lo porta da Noah. Si scontra nuovamente con Maka dentro al libro di Eibon, dove, dopo essere diventato una ragazza, muore perché la sua anima esplode, per colpa della sete di sangue che conteneva da 800 anni.
È un'Arma di tipo motosega. Come Law, Giriko è un'arma autonoma, e combatte trasformando parti del suo corpo in catene affilate che fa ruotare ad alta velocità per dare più potenza ai suoi colpi.
- Rotazione inversa (逆回転?, Gyakukaiten): Giriko inverte istantaneamente la rotazione delle sue catene. Ciò gli permette di cogliere di sorpresa il suo nemico modificando bruscamente la direzione del suo attacco.
- Saw Foot (鋸脚?, Nokoashi): Giriko genera una catena su una delle sue gambe, facendola ruotare ad alta velocità per scagliare calci che triturano l'avversario. Giriko è capace di aumentare la velocità delle catene per aumentare la propria potenza d'attacco.
  - Prima velocità (1速?, Ichisoku): è l'attacco basilare di Giriko. Egli fa ruotare le catene sulle sue gambe per tagliare l'avversario con i suoi calci.
  - Seconda velocità (2速?, Nisoku): attacco più potente del precedente, capace di superare perfino la protezione offerta dal sangue nero.
  - Terza velocità: distruzione totale (３速・虐殺風潮?, Sansoku: Gyakusatsu Fūchō): l'attacco più potente di Giriko. Egli effettua un calcio verso il basso, la catena della motosega alla massima velocità. Questo attacco non solo distrugge il proprio bersaglio, ma anche parte dell'ambiente circostante.

Nel manga, il nome del personaggio è stato traslitterato come Giricco.
È doppiato in giapponese da Nobutoshi Canna e in italiano da Stefano Brusa.

## Libro di Eibon
È una delle tante creazioni di Eibon, in cui è contenuta l'intera saggezza di Eibon. A parte l'introduzione, è diviso in otto capitoli, di cui primi sette rappresentano i sette peccati capitali. Attardarsi in uno solo di questi capitoli porterebbe ad essere consumati dalla follia. 
- 1 - Lussuria: una grande piattaforma coperta da grandi tende e circondata rovine. In questo capitolo, le persone che vi entrano subiscono una drastica inversione di sesso, effetto che perdura anche una volta lasciato il capitolo. La velocità con cui si riprende il proprio sesso originale dipende dal proprio desiderio sessuale; più questo è forte, più tempo ci vorrà per tornare normali. Le Succubi (サキュバス?, Sakyubasu) abitano questo capitolo, e tentano di sedurre chi vi è capitato per rubare le loro anime.
- 2 - Gola: un mondo ricolmo di ristoranti e cibo, che attirano ogni sfortunato visitatore con il loro profumo e il loro gusto irresistibile. È abitato da creature anch'esse commestibili (come un maiale gigante), che cercheranno di mangiare chi è capitato all'interno del capitolo.
- 3 - Invidia: chiunque capiti in questo capitolo viene trasportato in un mondo a parte e circondato da figure in ombra con occhi brillanti, che deridono e sminuiscono la loro vittima per farla cedere alla follia.
- 4 - Ira: un mondo vulcanico disseminato di antiche rovine e con il cielo coperto da nuvole di cenere. Il colore rosso della lava stimola la rabbia di chi vi entra, rendendo irritabili anche le persone più calme. Excalibur è stato intrappolato in questo capitolo, forse per rendere l'esperienza ancora più straziante.
- 5 - Superbia: in questo capitolo è presente un palazzo di architettura araba o indiana, molto simile al Taj Mahal. L'atmosfera è molto più tranquilla rispetto al capitolo precedente, ma, dal momento che Excalibur utilizza i suoi poteri per procedere al capitolo successivo, non si sa che effetto produca.
- 6 - Accidia: l'ambiente in questo capitolo è disseminato di sedie e letti, non solo per indurre in tentazione coloro che vi entrano, ma anche per ostacolare le loro ambizioni. In particolare, i pannelli del manga stesso sono molto più scarsi e con alcuni dei bordi strappati, suggerendo pigrizia da parte del disegnatore.
- 7 - Avarizia: questo mondo è disseminato da montagne di tesori e da giganteschi maneki neko, tutti coperti da una pioggia battente di soldi. È qui che avviene lo scontro tra il folle Death the Kid e Black☆Star.

L'ultimo capitolo, dal nome sconosciuto, è un infinito spazio bianco in cui risiede uno dei Grandi Antichi, una massa nera e informe che rappresenta la "Potenza".
L'incarnazione fisica dei capitoli, del sommario e degli argomenti all'interno del Libro di Eibon è l'Indice (目次?, Mokuji), un piccolo essere meccanico dal volto triangolare, responsabile della creazione di vari Noah dai capitoli del libro, in modo che tutto il mondo possa vedere la grandezza del suo creatore, Eibon.

### Noah
Noah (ノア?, Noa) è il termine universale indicante i costrutti creati dall'Indice del libro di Eibon. Ognuno di essi è la personificazione dei peccati capitali che formano i capitoli del libro, quindi si può dire che Noah non è altri che la Personificazione del libro di Eibon stesso. Ne vengono generate due versioni:
- Noah Avidità (欲ノア?, Yoku Noa): è uno stregone che all'inizio si spaccia per Eibon. Prima era un alleato dell'Arachnophobia, fino a quando non uccide Mosquito durante uno scontro. Successivamente, cattura Kid, imprigionandolo dentro al libro di Eibon. Durante la missione del salvataggio di Kid da parte del team Spartoi, manda Giriko dentro al libro di Eibon per fermare lo Spartoi. Viene distrutto da Kid a causa della sua avidità. In linea con il peccato capitale che rappresenta, vuole possedere e diventare il tutto per completare il libro di Eibon. Infatti, ogni persona o cosa che viene imprigionata dentro al libro fa parte della sua collezione. Appare anche nel videogioco Soul Eater: Monotone Princess (dov'è doppiato da Daisuke Kirii), in cui è un alleato di Perona e ruba le anime degli innocenti, mettendole nelle larve dell'anima.
- Noah Ira (憤怒ノア?, Fundo Noa): Dopo la morte del Noah che rappresenta l'avidità, l'Indice del libro di Eibon mediante l'utilizzo del BREW, crea un nuovo Noah, stavolta rappresentante il peccato capitale dell'ira. Questi ha un carattere molto irascibile e violento, simile a quello di Giriko, che non si fa problemi a picchiare Gopher quando fa qualcosa di sbagliato, in contrasto con il carattere calmo e indulgente del precedente Noah.

Entrambe le versioni di Noah combattono facendo uscire mostri dal libro di Eibon. Il Noah che rappresenta l'avidità è capace di evocare una moltitudine di esseri, tra i quali grossi vermi neri dai segmenti sferici, e persino manticore, gremlins, ciclopi, sirene e creature leggendarie come Orthrus (オルトロス?, Orutorosu), un mostro tentacolare dotato alla sommità di ogni tentacolo di teste di cane, e il temibile Horror Dragon (ホラードラゴン?, Horādoragon), un gigantesco drago a tre teste. Ognuno di questi mostri è capace di sopraffare combattenti potenti del calibro di Mosquito.
Il Noah che rappresenta l'ira, invece, si è limitato ad evocare uno sciame di formiche combattenti durante la battaglia sulla luna, che lo stregone è capace di potenziare usando il BREW.

### Gopher
Gopher (ゴフェル?, Goferu) è un umano che segue sempre Noah dovunque vada. Sembra che Noah gli stia a cuore. Quando fallisce una missione assegnatagli, e quando viene sgridato, maltratta Kid. Dopo la morte di Noah, Gopher ruba il libro di Eibon e fugge. Dopo la resurrezione di quest'ultimo, scoppierà di felicità, e nonostante le minacce dell'attuale Noah, Lo seguirà come ha sempre fatto.
Come Maka, ha un'anima Grigori (天使型?, Gata Tenshi, letteralmente "angelica"), però lui può creare le sue ali anche senza un'Arma. Inoltre, è in grado di utilizzare un qualche tipo di magia, che gli permette di aprire il suo stomaco e di sparare sfere energetiche di grande potenza distruttiva.
- Ali proiettile (弾翅?, Danshi): creando le ali della sua anima Grigori sulla schiena o intorno ai polsi, Gopher spara una serie piccole piume simili a proiettili, in rapida successione.

## Altri

### Mifune
Mifune (ミフネ?) è un samurai la cui tecnica speciale è la lama infinita, con cui lancia in aria centinaia di spade e le utilizza per combattere, e grazie alla sua abilità e agilità riesce a creare combo devastanti. Adora i bambini e per questo decide di prendersi cura della streghetta Angela. Dopo la comparsa di Arachne entra a far parte di Aracnophobia per proteggere Angela. Rivale di Black Star, si scontrano per tre volte, combattendo il loro scontro finale di fronte al castello di Baba Yaga. Il loro primo scontro si concluderà con la vittoria dello studente, grazie alla sua mossa speciale "Big Wave della Stella Nera". Il loro secondo scontro vede vincitore Mifune, che sconfigge Black Star senza subire neanche un graffio. Nel loro terzo scontro, davanti al castello di Baba Yaga, la lotta diventa brutale e si conclude con la morte del samurai tra le braccia di Tsubaki, trafitto da Black Star. Nella serie animata, invece, riuscirà a sopravvivere alla battaglia di Baba Yaga e diverrà Professore alla Shibusen, portandosi dietro la piccola Angela. La sua forza deriva dalla scelta di percorrere "la via del guerriero", e persuade Black Star a lasciare la "via del demone" per quella del guerriero. Viene in qualche modo considerato il maestro di Black Star, e lo studente ha un enorme rispetto per lui.

### Masamune Nakatsukasa
Masamune Nakatsukasa (中務 マサムネ?, Nakatsukasa Masamune), detto la "Lama Incantata", è un'arma indipendente di tipo katana, ed è il fratello maggiore di Tsubaki. Ha l'aspetto di un uomo alto, dalla pelle pallida, con lunghi capelli neri e occhi neri infossati; veste come un samurai e porta un grande cappello di paglia. Inizialmente viveva tranquillamente insieme alla sorella, ma quando quest'ultima venne scelta per ereditare le capacità speciali della loro famiglia, ossia quella di poter mutare la propria forma in varie armi, venne consumato dalla rabbia e dall'invidia, e cominciò a nutrirsi di anime umane. Non avendo un maestro, Masamune è costretto ad assoggettare alla propria volontà degli esseri umani, di cui si serve per compiere stragi e poter consumare tutte le anime liberate; nella sua forma d'arma ha la capacità di manipolare l'ombra del possessore e utilizzarla in battaglia per attacchi a lungo raggio. Viene affrontato dalla sorella, che riesce a sconfiggerlo e a farlo rinsavire dalla follia, e la sua successiva assimilazione consente a Tsubaki la trasformazione in Lama Incantata, e il potere di usare tutte le abilità del fratello.

### Wes Evans
Wes Evans (ウェス・エヴァンス?, Wesu Evansu) è il fratello maggiore di Soul Eater Evans. Su di lui si hanno pochissime informazioni, poiché è un personaggio non approfondito tramite l'anime, quindi presente solo nel manga originale. Wes è praticamente identico a suo fratello Soul, con la differenza che è più anziano di circa dieci anni, perciò il volto si dimostra semplicemente un po' più allungato e la figura più slanciata ed alta. La differenza più evidente è la forma dei denti, ma c'è anche un'altra sottile differenza: la direzione verso la quale i capelli sono pettinati. Mentre Soul, per la maggior parte delle volte, è pettinato verso la destra, Wes è pettinato verso la sinistra. Inoltre, i capelli di Wes sono meno spettinati rispetto a quelli del fratello, che somigliano davvero ad una criniera selvaggia. Wes è sempre rilassato e disinvolto, sembra che tutto gli fili sempre alla perfezione. Nei confronti del fratello minore si è sempre dimostrato comprensivo, e tra di loro sono sempre sembrati andare molto d'accordo.

### Free
Free (フリー?, Furī) è un lupo mannaro che è stato imprigionato nel carcere delle streghe per aver rubato l'occhio sinistro della strega Mabaa, e dal quel momento venne chiamato "occhio del diavolo" (魔眼の男?, Magan no Otoko). È un discendente del Clan Immortale, quindi non può morire e per questo è stato incarcerato da Mabaa invece di essere ucciso. Il suo vero nome è stato dimenticato negli anni della sua prigionia, per cui si è chiamato Free (cioè "libero") dopo essere fuggito dalla prigione con l'aiuto di Elka Frog. 
Sopra l'occhio sinistro Free ha tatuata la scritta "NOFUTURE". Ha una personalità ingenua, come dimostra ad esempio il suo tentativo di fuggire dal carcere delle streghe usando un cucchiaio come accade nei film, che viene mandato a monte dal fatto che il cibo della prigione è sempre servito con dei bastoncini. Nel manga, Free ha un carattere protettivo nei confronti di Elka, che sorveglia costantemente.
Free è solito combattere usando la palla di ferro incatenata al suo piede. Essendo un lupo mannaro, ha la capacità di trasformarsi in lupo, nella cui forma è in grado di adoperare la propria coda come arma offensiva e difensiva. La sua magia è affine a quella usata dalle streghe, e necessita di una sorta di mantra prima di essere scagliata sotto forma di incantesimo: il mantra di Free suona come "Wolf wolves wolf wolves". L'abilità principale di Free è di utilizzare la magia legata al ghiaccio, sebbene all'inizio lo faccia in modo rozzo, dal momento che non ha avuto la possibilità di esercitarla durante la lunga prigionia (infatti alle volte si colpisce da solo).
Free è inoltre in grado di usare la magia spaziale (空間魔法?, Kūkan Mahō), derivante dal potere dell'occhio magico rubato a Mabaa:
- Independent Cube (無干渉領域?, Indipendento Kyuubu): una potente magia che consiste nel rinchiudere uno spazio in un cubo magico che trasporta quello spazio in un'altra dimensione temporale, bloccando tutto ciò che contiene al suo interno. Tuttavia questo incantesimo necessita di essere supportato dalla magia delle streghe (Matemagia) e, a differenza di quello di Mabaa, non può essere mantenuto a lungo.
- Visione olografica (映像転送?, Fowādingu Bijon): che consiste nel proiettare l'immagine del proprio corpo a distanza infondendo così nel nemico l'illusione di stare combattendo contro di lui. L'unico inconveniente è che mentre usa questo incantesimo, il vero corpo di Free non è in grado di muoversi.
- Cannone Occhio del Diavolo (魔眼砲?, Maganhō): una potente scarica di energia di colore verde, sparata dall'occhio sinistro di Free.

È doppiato in giapponese da Rintaro Nishi e in italiano da Emiliano Ragno.